# Mikołaj Godlewski
Mikołaj Godlewski (ur. 27 kwietnia 1888 w Nowogrodzie Siewierskim, zm. 18 kwietnia 1946 w Kairze) – polski prawnik, tymczasowy prezydent miasta Łodzi.

## Życiorys
Urodził się w rodzinie Mikołaja i Marii z Badowiczów. Ukończył gimnazjum klasyczne w Nowogrodzie Siewierskim uzyskując świadectwo dojrzałości 10 czerwca 1908. W 1913 ukończył studia prawnicze na Uniwersytecie w Petersburgu. Po studiach pracował jako aplikant Sądu Okręgowego w Kamieńcu. Po wybuchu I wojny światowej walczył w armii rosyjskiej. W 1919 pracował w konsulacie RP w Odessie, a później w Tyraspolu. Uczestniczył w wojnie polsko-bolszewickiej. W 1921 rozpoczął pracę w oddziale wojskowym Urzędu Wojewódzkiego w Warszawie. W 1922 pełnił funkcję wicestarosty w Płocku. W 1924 był starostą w Mławie, od 1929 objął urząd starosty Płocka. W kwietniu 1932 został naczelnikiem Wydziału Samorządowego w Urzędzie Wojewódzkim Wołyńskim. Od sierpnia do września 1932 pracował na stanowisku wicewojewody wołyńskiego. Od lipca 1935 był Tymczasowym Wiceprezydentem Łodzi, potem od 23 czerwca 1936 do 3 marca 1939 tymczasowym prezydentem Łodzi. Wynikało to z faktu, że wybory do Rady Miasta wygrała PPS i wybierała dwa razy na prezydenta Norberta Barlickiego, ale nie został on zatwierdzony. Godlewski rządził z Radą Przyboczną. Za prezydentury Mikołaja Godlewskiego poprawiła się sytuacja w łódzkiej służbie zdrowia. Miasto zyskało trzy nowe szpitale, w 1937 Godlewski stworzył w Łodzi umundurowaną grupę strażników miejskich.
Zmarł 18 kwietnia 1946 w Kairze.

## Ordery i odznaczenia
- Krzyż Oficerski Orderu Odrodzenia Polski (10 listopada 1928)[5]